# Mattirolia
Mattirolia är ett släkte av svampar. Mattirolia ingår i familjen Thyridiaceae, klassen Sordariomycetes, divisionen sporsäcksvampar och riket svampar.
| Mattirolia | \| \| Mattirolia roseovirens \| \| \| \| |
|            | \| \| Mattirolia roseovirens \| \| \| \| |
|            | Thyronectroidea                          |
|            |                                          |
|            | Pleurocytospora                          |
|            |                                          |
|            | Balzania                                 |
|            |                                          |
|            | Leucocrea                                |
|            |                                          |
|            | Mattirolia roseovirens                   |
|            |                                          |

|  | Mattirolia roseovirens |
|  |                        |